# Briloner Stadtwald
Der Briloner Stadtwald, auch Briloner Stadtforst genannt, ist mit 7.750 Hektar einer der größten Wälder in kommunalem Besitz in Deutschland. Er liegt in Brilon am nordöstlichen Rand des Sauerlandes in Höhenlagen zwischen 400 und 800 m ü. NHN. Seine südöstliche Flanke bildet die Landesgrenze mit Hessen.

## Geschichte
Bei der Gründung der Stadt Brilon im Jahre 1220 durch Erzbischof Engelbert I. von Köln wurde die Stadt mit einer Gemeinen Mark „geringeren Umfangs“ ausgestattet. Diese Mark teilte sich auf in eine stadtnahe Ackerflur und den entfernter gelegenen Wald. Die Nutzung der Waldmark stand in bestimmtem Umfang den einzelnen freien Bürgern zu.
Um die ursprüngliche Mark der Stadt lagen die Marken von Düggelter, Keffelke, Lederke, Alme, Hoppecke, die Bürsche und die Mark des Borberges. Als es zu Beginn des 14. Jahrhunderts aus verschiedenen Gründen zu einer Landflucht aus den umliegenden Dörfern kam, fielen diese bis auf Alme und Hoppecke wüst. Die Einwohner, insbesondere auch der Adel, zogen in die Stadt und brachten ihre Rechte mit. Auch hatten Briloner Bürger bereits dort Besitz erworben, und die Stadt kaufte von kirchlichen Stiftungen und weltlichen Grundherren Markenrechte auf. Seit dem 16. Jahrhundert begann die Stadt systematisch frei werdende Flächen und Waldungen aufzukaufen. Umgekehrt wurde den Bürgern verboten, ihren Besitz an Auswärtige zu verkaufen. Im Jahr 1530 reichte das Gebiet der Stadt über die heutigen Grenzen hinaus. Der Markenwald wurde gegen Ende des 16. Jahrhunderts direkt in städtischen Besitz überführt.
Die Nutzung der Briloner Wälder durch die Bürger verlief bis zum Beginn des 19. Jahrhunderts vielfältig. Die ausgedehnten Buchenbestände deckten den Bedarf an Brennholz. Ebenso boten die lichten Eichenbestände Gras und Früchte für die Waldweide von Rindern und Schweinen und lieferten Gerbrinde für die Lohgerberei.
Seit dem Beginn des 19. Jahrhunderts begann die Entwicklung hin zu einem rationell betriebenen Forstbetrieb. Das großherzoglich-hessische Oberforstkollegium von Hessen-Darmstadt erließ 1811 ein Regulativ über die Bewirtschaftung der Kommunalwaldung Brilon. Dabei sollten die Erlöse der Stadtkasse zugutekommen. Die preußische Verwaltung knüpfte daran an und bestimmte die Einstellung eigener Forstleute oder die Übertragung der Bewirtschaftung auf die staatliche Forstbehörde. Im Jahr 1827 wurden im Regierungsbezirk Arnsberg, zu dem Brilon gehörte, vier Forstverwaltungsbezirke gegründet.
Tatsächlich war eine verbesserte Nutzung der Wälder nötig. Die Übernutzung hatte den Wald teilweise zum Verschwinden gebracht. Nach dem Bericht des Bürgermeisters Nikolaus Hesse habe insbesondere die Hude dazu geführt, dass rund um die Stadt 4000 bis 5000 Morgen Heide- und Ödland entstanden seien. Da die Bürger den Geldwert des Waldes nicht erkannt hätten, seien die stadtfernen Bereiche ohne eine rationelle Waldwirtschaft in einem beklagenswerten Zustand gewesen. Während der Revolution von 1848 führten insbesondere der Streit um die Begrenzung der Hude zu Unruhen in der Stadt. So hatte die Stadt die kommunale Schafherde aufgelöst, und die städtischen Forstbeamten hatten sich durch ihr energisches Durchgreifen gegen Forstfrevel unbeliebt gemacht.
In der Folge setzte sich die rationelle forstwirtschaftliche Nutzung durch. Bis 1973 gehörte Brilon dem Forstamtsverband an. Danach wurde der Wald vom staatlichen Regionalforstamt verwaltet, bis er 1994 wieder in Eigenregie der Stadt Brilon überging. Auch heute noch trägt der Wald durch seine Bewirtschaftung zum Stadthaushalt bei. Daneben dient er zur Erholung, dem Naturschutz und ähnlichen Aufgaben. Es existieren 4,5 Revierförstereien mit etwa 20 Beschäftigten.
In der Nacht vom 18. zum 19. Januar 2007 zerstörte der Orkan Kyrill mit Windstärken von teilweise über 200 km/h im Stadtgebiet Brilon etwa 1.000 ha Wald. 500.000 m³ Holz wurden umgeworfen und zerbrochen. Das entspricht der Holzmenge, die sonst in zehn Jahren geerntet wird.

## Bürgerwaldprojekt

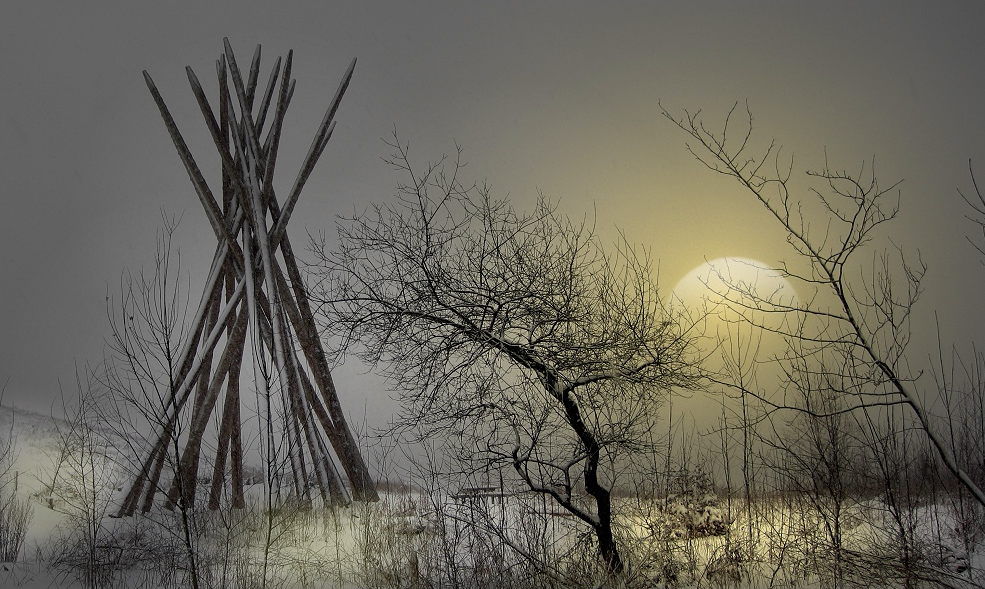
Kyrill-Tor im Bürgerwald

Im Zuge der Wiederaufforstung wurde auf dem Poppenberg im Briloner Ortsteil Petersborn ein Bürgerwald angelegt. Der nach dem Bürgerwald-Konzept angelegte Wald soll zum einen über die traditionelle nachhaltige Bewirtschaftung eine Einnahmequelle der Stadt bleiben, verstärkt Brennstoffe für  Beheizungsalternativen liefern und als Rohstofflieferant für die Industrie ausgebaut werden, andererseits auch zum Sport- und Freizeitangebot für die Bürger weiter entwickelt werden.
Der Eingang zum Bürgerwald ist das Kyrill-Tor, ein 20 Meter hohes Mahnmal aus 14 massiven, geschälten, sonst unbehandelten Fichtenstämmen, die schräg nach oben zeigen und sich in der Art eines Tipi kreuzen. Es soll an die Zerstörungskraft des Sturmes erinnern, aber auch an Neuanfang und Wiederaufbau mahnen.
Ehrenamtlich pflanzten etwa 4.000 Menschen aus 9 Nationen, 18 Schulen, 64 Klassen, 15 Kindergärten und 53 Vereine und Firmen etwa 50.000 neue Pflanzen von 30 Baumarten, darunter Espe, Berg-Ahorn, Douglasie, Eibe, Elsbeere, Faulbaum, Ginkgobaum, auf dem Gelände. Das Bürgerwaldkonzept wird auf den gesamten Briloner Stadtwald ausgedehnt.

## Reviere
Der Briloner Stadtwald ist in fünf Reviere aufgeteilt, die das Stadtgebiet umschließen:
- Niederwald-Wünnenbecke (⊙)
- Scharfenberg-Altenbüren (⊙)
- Schellhorn-Borberg (⊙)
- Dreis-Hammerkopf (⊙)
- Madfeld (⊙)